# Porte de Bruxelles (Louvain)
La Porte de Bruxelles (Brusselsepoort en néerlandais) est un édifice constitué de deux pavillons d'octroi de style néo-classique situé à Louvain, dans la province du Brabant flamand en Belgique.

## Localisation
La Porte de Bruxelles se situe à l'ouest du centre-ville, à l'endroit où la rue de Bruxelles (Brusselsestraat) passe sous le boulevard périphérique qui fait le tour de Louvain en épousant le tracé de l'ancien mur qui constituait la deuxième enceinte de Louvain.

## Historique
À cet endroit s'élevait initialement la Porte du Vignoble (Wijngaardpoort) qui faisait partie de la deuxième enceinte de Louvain.
Cette ancienne porte est détruite en 1825 pour être remplacée par deux pavillons d'octroi de style néo-classique par l'architecte Martin-J. Hensmans,.
Ces deux pavillons, pourvus à l'origine de grilles en fer aujourd'hui disparues servant à la perception de l'octroi communal, restent en usage jusqu'à la suppression de l'octroi en 1860.
Le pavillon méridional abrite ensuite le 'Café du Tir', fréquenté par les membres du club de tir situé de l'autre côté du boulevard périphérique, avant d'être loué en 1976 à la Protection civile, qui n'y reste pas longtemps.

## Classement, restauration et réaffectation
Les pavillons font l'objet d'un classement au titre des monuments historiques depuis le 23 juillet 1989.
De 1999 à 2002, le pavillon d'octroi septentrional est complètement restauré à l'initiative de la Chambre des Architectes du Brabant flamand qui y a son siège. Ce pavillon abrite également la Maison de la tolérance (Huis van de tolerantie) ou Maison de l'Homme (Huis van de Mens), un cercle d'action laïque.
Du côté du pavillon méridional, l'intervention se limite par contre à un nettoyage des façades. Cette intervention limitée a des conséquences graves pour le bâtiment car le toit s'effondre au début de l'année 2016, forçant la Ville à installer un toit provisoire en urgence par-dessus le toit normal pour protéger le bâtiment qui menace de s'écrouler. La Ville de Louvain signe ensuite un accord avec la  Maison de l'Homme qui occupe le pavillon nord pour que celle-ci occupe également le pavillon sud, avant de s'engager dans une rénovation à frais partagés.

## Architecture
Les deux anciens pavillons d'octroi de la Porte de Bruxelles présentent des façades enduites et peintes en blanc, sur un soubassement en pierre blanche.
|  |  |